# Александер Гербер
Александер Гербер Едлер фон Цабернберг (нім. Alexander Gerber Edler von Zabernberg; 15 травня 1891, Герц — 19 червня 1952, Відень) — австро-угорський, австрійський і німецький офіцер, генерал-майор вермахту.

## Біографія
18 серпня 1911 року вступив в австро-угорську армію. Учасник Першої світової війни, після завершення якої продовжив службу в австрійській армії. З 5 липня 1934 року — інструктор Терезіанської академії, з 1 квітня 1937 року — комендант академічного батальйону. Після аншлюсу 15 березня 1938 року автоматично перейшов у вермахт. 1 листопада 1938 року переведений в штаб 25-го піхотного полку. З 26 серпня 1939 року — командир 96-го запасного піхотного батальйону, з 15 жовтня 1939 року — 207-го запасного піхотного полку, з 1 грудня 1939 року — 314-го піхотного полку. 16 грудня 1941 року відправлений на лікування. 15 травня 1942 року відправлений в резерв 10-го, з 14 липня 1942 року — 17-го військового округу. 31 січня 1943 року звільнений у відставку.

## Звання
- Лейтенант (18 серпня 1911)
- Оберлейтенант (1 серпня 1914)
- Гауптман (1 листопада 1921)
- Титулярний майор (1 січня 1921)
- Штабсгауптман (1 березня 1923)
- Майор (20 січня 1928)
- Оберстлейтенант (22 червня 1936)
- Оберст (1 січня 1939)
- Генерал-майор (1 вересня 1942)

## Нагороди
- Срібна і бронзова медаль «За військові заслуги» (Австро-Угорщина) з мечами
- Хрест «За військові заслуги» (Австро-Угорщина) 3-го класу з військовою відзнакою і мечами
- Срібна медаль «За хоробрість» (Австро-Угорщина) 1-го класу для офіцерів
- Орден Залізної Корони 3-го класу з військовою відзнакою і мечами
- Військовий Хрест Карла
- Галліполійська зірка (Османська імперія)
- Срібна медаль «Ліакат» (Османська імперія)
- Медаль «За поранення» (Австро-Угорщина) з двома смугами
- Пам'ятна військова медаль (Австрія) з мечами
- Почесний знак «За заслуги перед Австрійською Республікою», золотий знак
- Хрест «За вислугу років» (Австрія) 2-го класу для офіцерів (25 років)
- Почесний хрест ветерана війни з мечами
- Медаль «За вислугу років у Вермахті» 4-го, 3-го, 2-го і 1-го класу (25 років)
- Нагрудний знак «За поранення» в чорному